# Amirim
Amirim (hebrejsky אֲמִירִים, v oficiálním přepisu do angličtiny Amirim) je vesnice typu mošav v Izraeli, v Severním distriktu, v Oblastní radě Merom ha-Galil.

## Geografie
Leží v nadmořské výšce 558 metrů, v Horní Galileji, cca 35 kilometrů východně od břehů Středozemního moře. Je situován na jihovýchodním okraji masivu Har Meron, jehož svahy spadají do údolí Chananja.
Obec se nachází cca 115 kilometrů severovýchodně od centra Tel Avivu, cca 45 kilometrů severovýchodně od centra Haify a cca 5 kilometrů jihozápadně od Safedu. Amirim obývají Židé, přičemž osídlení v tomto regionu je převážně židovské. 5 kilometrů na západ leží vesnice Ejn al-Asad, které obývají Drúzové. Oblasti, které obývají izraelští Arabové, leží dál k západu a jihozápadu.
Obec Amirim je na dopravní síť napojena pomocí místní silnice číslo 866, jež sem odbočuje z dálnice číslo 85.

## Dějiny

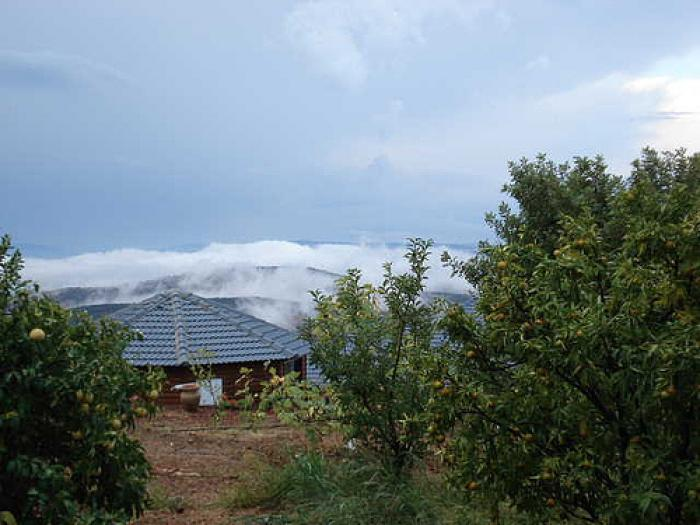
Zástavba v Amirim a výhled na galilejské hory

Mošav Amirim byl založen v roce 1950. Zakladateli obce byla skupina židovských přistěhovalců z Jemenu. Původně se nazývala Parod Ilit (פרוד עלית). Pak místní populaci posílila další skupina židovských přistěhovalců, kteří se sem přesunuli z nedalekého provizorního ubytování v prostoru opuštěné arabské vesnice Faradija (nedaleko kibucu Parod) a Parod Ilit byl přejmenován na Šefer. V roce 1956 se obec Šefer rozdělila na dvě části. Západní si ponechala tento název (dodnes pod jménem Šefer), východní byla nazvána Amirim. V Amirim se nacházela pracovní vesnice, ale po dvou letech byla opuštěna.
V roce 1958 se v Amirim nově usídlila osadnická skupina tvořená vegetariány a vegany většinou z Tel Avivu, kteří se zde rozhodli zřídit své centrum. Ti zde vytrvali. Mošav se dodnes zaměřuje na organické zemědělství a ekoturistiku. Šlo o první vesnici v Izraeli, která už v roce 1961 zřídila turistické ubytování a zaměřovala se na turistický průmysl.
V Amirim funguje knihovna a společenské centrum. Dále je tu k dispozici zařízení předškolní péče o děti. Základní škola je v sousední vesnici Parod.

## Demografie
Obyvatelstvo mošavu Amirim je sekulární. Podle údajů z roku 2014 tvořili populaci v Amirim Židé (včetně statistické kategorie "ostatní", která zahrnuje nearabské obyvatele židovského původu ale bez formální příslušnosti k židovskému náboženství).
Jde o menší sídlo vesnického typu s dlouhodobě rostoucím počtem obyvatel. K 31. prosinci 2014 zde žilo 744 lidí. Během roku 2014 populace stoupla o 2,3 %.
| Rok            | 1961 | 1972 | 1983 | 1995 | 2001 | 2003 | 2004 | 2005 | 2006 | 2007 | 2008 | 2009 | 2010 | 2011 | 2012 | 2013 | 2014 |
| -------------- | ---- | ---- | ---- | ---- | ---- | ---- | ---- | ---- | ---- | ---- | ---- | ---- | ---- | ---- | ---- | ---- | ---- |
| Počet obyvatel | 107  | 142  | 265  | 342  | 438  | 472  | 469  | 476  | 498  | 530  | 559  | 625  | 649  | 684  | 696  | 727  | 744  |